# 塞德里亚诺
塞德里亚诺（義大利語：Sedriano），是意大利米兰省的一个市镇。总面积7平方公里，人口11166人，人口密度1595.1人/平方公里（2009年）。国家统计（ISTAT）代码为015204。